# Колесник Володимир Артемович
Володимир Артемович Коле́сник (нар. 26 жовтня 1920, Жовте — пом. 12 лютого 1986, Київ) — український радянський живописець; член Спілки радянських художників України з 1958 року. Батько художника Володимира Колесника, дід художниці Марини Колесник.

## Біографія
Народився 26 жовтня 1920 року в селі Жовтому (нині Кам'янський район Дніпропетровської області, Україна). Упродовж 1945—1951 років навчався у Київському художньому інституті, де його викладачами були зокрема Віктор Пузирков, Олексій Шовкуненко, Тетяна Яблонська, Костянтин Єлева.
Протягом 1951—1952 років викладав у Київському училищі прикладного мистецтва. Потім на творчій роботі. Жив у Києві, в будинку на вулиці Тарасівській, № 9, квартира № 39. Помер у Києві 12 лютого 1986 року.

## Творчість
Працював у галузі станкового живопису, створював пейзажі, тематичні картини. Серед робіт:
- «У листопрокатному цеху» (1949);
- «У дитячій консультації» (1954);
- «Над Дніпром» (1956—1957, варіант — 1968);
- «Портрет доярки М. Василенко» (1958);
- «На польовому стані» (1961);
- «Тарас Шевченко біля Золотих воріт у Києві» (1964);
- «Біля Дніпра» (1965);
- «Вова читає» (1967);
- «Дід і онук» (1969);
- «На місцях боїв» (1970);
- «Драгоманівщина» (1970);
- «Весна» (1970—1971);
- «На водній станції» (1971);
- «Село в долині. Черкащина» (1975);
- «Осінь. Перша борозна» (1977);
- «Березове мереживо» (1979);
- «В обідню пору» (1980);
- «Село Підгірці» (1981);
- «Під вечір» (1981);
- «Травень на Київських горах» (1981—1982);
- «Березневе сонце» (1982).

Брав участь у республіканських виставках з 1949 року. Персональні посмертні виставки відбулися у Києві у 1989 та 2013 роках.